# Ultrasaurus
Ultrasaurus é um gênero de dinossauro herbívoro e quadrúpede que viveu no início do período Cretáceo na Ásia, há 100 a 110 milhões de anos. Foi descoberto por Kim Haang-Mook na Coreia do Sul.